# Ацик (област Ширак)
Вижте пояснителната страница за други значения на Ацик.
Ацик (на арменски: Հացիկ) е село и община в Армения, област Ширак. Според Националната статистическа служба на Армения през 2012 г. има 1044 жители.

## Демография
Броят на населението в годините 1831–2004 е както следва: